# Sarcophaga ednae
Sarcophaga ednae är en tvåvingeart som först beskrevs av Carroll William Dodge 1965.  Sarcophaga ednae ingår i släktet Sarcophaga och familjen köttflugor.
Artens utbredningsområde är Bahamas. Inga underarter finns listade i Catalogue of Life.